# Flavano
Los flavanos son un tipo de flavonoides. Estos compuestos incluyen los flavan-3-oles, flavan-4-oles y flavan-3,4-dioles (Leucoantocianidina).
Un flavano C-glucosídico se puede aislar de licor de cacao.
Casuarina glauca es una planta actinorrícica que produce nódulos fijadores de nitrógeno de raíces infestadas por Frankia. Hay un patrón regular de capas de células que contienen flavanos.